# Canoa/kayak ai Giochi della XXX Olimpiade - Slalom K1 maschile
La gara di slalom K1 per Londra 2012 si è svolta a Lee Valley White Water Centre dal 29 luglio al 1º agosto 2012.

## Formato
La gara inizia con delle batterie/qualificazioni. Ogni atleta corre il percorso due volte e il meglio di questi due punteggi determina la classifica e i 15 qualificati per le semifinali. Nella semifinale ogni canoista deve eseguire il percorso una volta. I primi 10 migliori punteggi si qualificano per la finale. La finale è composto da una sola discesa per partecipante. L'atleta con il miglior punteggio è il vincitore.

## Programma
Tutti gli orari seguono il fuso orario inglese (UTC+1)
| Data                       | Ora           | Round          |
| -------------------------- | ------------- | -------------- |
| Domenica, 29 luglio, 2012  | 14:24 & 16:36 | Qualificazioni |
| Mercoledì, 1º agosto, 2012 | 13:30         | Semifinali     |
| Mercoledì, 1º agosto, 2012 | 15:15         | Finale         |

## Gara

### Qualificazioni
| Pos | Nome              | Qualificazioni | Qualificazioni | Qualificazioni |
| Pos | Nome              | Tempo 1        | Tempo 2        | Migliore       |
| --- | ----------------- | -------------- | -------------- | -------------- |
| 1   | Hannes Aigner     | 92.56          | 83.49          | 83.49          |
| 2   | Daniele Molmenti  | 91.40          | 86.68          | 86.68          |
| 3   | Samuel Hernanz    | 87.07          | 91.25          | 87.07          |
| 4   | Vavřinec Hradilek | 87.44          | 87.66          | 87.44          |
| 5   | Mathieu Doby      | 92.74          | 87.92          | 87.92          |
| 6   | Peter Kauzer      | 90.98          | 88.10          | 88.10          |
| 7   | Mike Kurt         | 88.14          | 88.48          | 88.14          |
| 8   | Mateusz Polaczyk  | 88.51          | 90.60          | 88.51          |
| 9   | Mike Dawson       | 90.90          | 88.58          | 88.58          |
| 10  | Helmut Oblinger   | 88.81          | 92.66          | 88.81          |
| 11  | Richard Hounslow  | 94.40          | 89.12          | 89.12          |
| 12  | Eoin Rheinisch    | 89.97          | 90.72          | 89.97          |
| 13  | Etienne Daille    | 90.12          | 241.73         | 90.12          |
| 14  | Benjamin Boukpeti | 95.28          | 90.52          | 90.52          |
| 15  | Kazuki Yazawa     | 96.66          | 92.57          | 92.57          |
| 16  | Scott Parsons     | 94.16          | 141.72         | 94.16          |
| 17  | Huang Cunguang    | 94.40          | 94.54          | 94.40          |
| 18  | Warwick Draper    | 95.20          | 95.08          | 95.08          |
| 19  | Hermann Husslein  | 100.67         | 95.11          | 95.11          |
| 20  | Michael Tayler    | 155.89         | 97.64          | 97.64          |
| 21  | Jonathan Akinyem  | 104.70         | 146.95         | 104.70         |
| 22  | Dinko Mulić       | 293.58         | 143.28         | 143.28         |

     Qualificato per le semifinali

### Semifinali
| Rank | Name              | Percorso            | Percorso |
| Rank | Name              | Secondi di penalità | Tempo    |
| ---- | ----------------- | ------------------- | -------- |
| 1    | Peter Kauzer      | 2                   | 96.02    |
| 2    | Mateusz Polaczyk  | 0                   | 96.36    |
| 3    | Daniele Molmenti  | 0                   | 96.37    |
| 4    | Samuel Hernanz    | 0                   | 97.18    |
| 5    | Hannes Aigner     | 2                   | 97.60    |
| 6    | Benjamin Boukpeti | 0                   | 98.13    |
| 7    | Helmut Oblinger   | 0                   | 98.99    |
| 8    | Vavřinec Hradilek | 2                   | 99.58    |
| 9    | Kazuki Yazawa     | 0                   | 99.99    |
| 10   | Etienne Daille    | 0                   | 100.55   |
| 11   | Mathieu Doby      | 2                   | 102.58   |
| 12   | Richard Hounslow  | 2                   | 104.30   |
| 13   | Mike Kurt         | 50                  | 147.35   |
| 14   | Eoin Rheinisch    | 50                  | 153.98   |
| 15   | Mike Dawson       | 100                 | 207.63   |

     Qualificato per la finale

### Finale
| Classifica | Nome              | Percorso            | Percorso |
| Classifica | Nome              | Secondi di Penalità | Tempo    |
| ---------- | ----------------- | ------------------- | -------- |
| 1          | Daniele Molmenti  | 0                   | 93.43    |
| 2          | Vavřinec Hradilek | 0                   | 94.78    |
| 3          | Hannes Aigner     | 0                   | 94.92    |
| 4          | Mateusz Polaczyk  | 0                   | 96.14    |
| 5          | Samuel Hernanz    | 0                   | 96.95    |
| 6          | Peter Kauzer      | 6                   | 101.01   |
| 7          | Etienne Daille    | 2                   | 101.87   |
| 8          | Helmut Oblinger   | 0                   | 104.28   |
| 9          | Kazuki Yazawa     | 0                   | 104.44   |
| 10         | Benjamin Boukpeti | 52                  | 152.23   |